# Узкоколейная железная дорога Тёсовского транспортного управления
Тёсовское транспортное управление (ТТУ) — одно из крупнейших торфопредприятий СССР, находилось в посёлке Тёсово-Нетыльский Новгородского района, Новгородской области. В ведении Тёсовского транспортного управления находилась крупная сеть узкоколейных железных дорог торфовозного назначения с шириной колеи 750 мм.
Тёсовское предприятие долгое время было одним из самых передовых предприятий в торфяной отрасли. Более позднее название — Тёсовское предприятие промышленного железнодорожного транспорта (ТППЖТ), при реформировании торфоперерабатывающего комплекса в 1991-92 гг. Тёсовское транспортное управление было ликвидировано, а весь подвижной состав вместе с путевым хозяйством был передан ТППЖТ.

## История
В 30-х годах XX века на севере Новгородской области в Приильменской низменности в болотистой местности, носившей имя Тёсова, началась добыча торфа. В 1933 году в пос. Тёсово-Нетыльский для этих целей была построена узкоколейка, длина которой к началу 1940-х составляла около 20 километров, добытый торф планировалось доставлять на ГРЭС-8 в Невдубстрое и ТЭЦ-5 в Ленинграде, но началась Великая Отечественная война. Во время войны здесь проходила линия обороны и большая часть торфоразработок была оккупирована вооружёнными силами вермахта.
После окончания войны узкоколейка в кратчайшие сроки была восстановлена для снабжения торфом Ленинграда, так как ближайшие к городу торфоразработки в Синявино были сильно разрушены во время боёв.
По мере увеличения количества добываемого торфа и открытия новых торфопредприятий в 1951 году было основано Тёсовское транспортное управление (ТТУ), которое занималось перегрузкой и транспортировкой торфа по узкоколейной железной дороге. В середине 50-х годов началось строительство рабочих посёлков Тёсово-2 и Тёсово-4, в которых были построены также типовые депо. На станции Тёсово-1 (она же Тёсово-Нетыльский) была построена эстакада для перегрузки торфа, локомотивно — вагонное депо. На дороге внедрялась светофорная сигнализация, связь на локомотивах. По узкоколейке было организовано пассажирское движение в посёлок Тёсово-2, основу локомотивного парка составляли паровозы. Проект создания торфопредприятия Тёсово-3 к востоку от Тёсово-Нетыльского не был реализован.
К 1970 году была проведена полная реконструкция узкоколейки — в путь укладывали железобетонные шпалы, на стрелках устанавливали электроприводы. На дороге внедрялись новые путевые и торфодобывающие машины, в местном конструкторском бюро разрабатывался новый подвижной состав, на узкоколейке появились тепловозы ТУ4 и ТУ7. Вывозка торфа достигла огромных размеров, торфопредприятия работали круглые сутки, с полей вывозилось больше десятка составов с торфом по 30 и более вагонов каждый, со станции Рогавка уходило около 12 составов широкой колеи. На всей системе ТТУ в общей сложности было более 30 тепловозов и мотовозов.

### Современное состояние

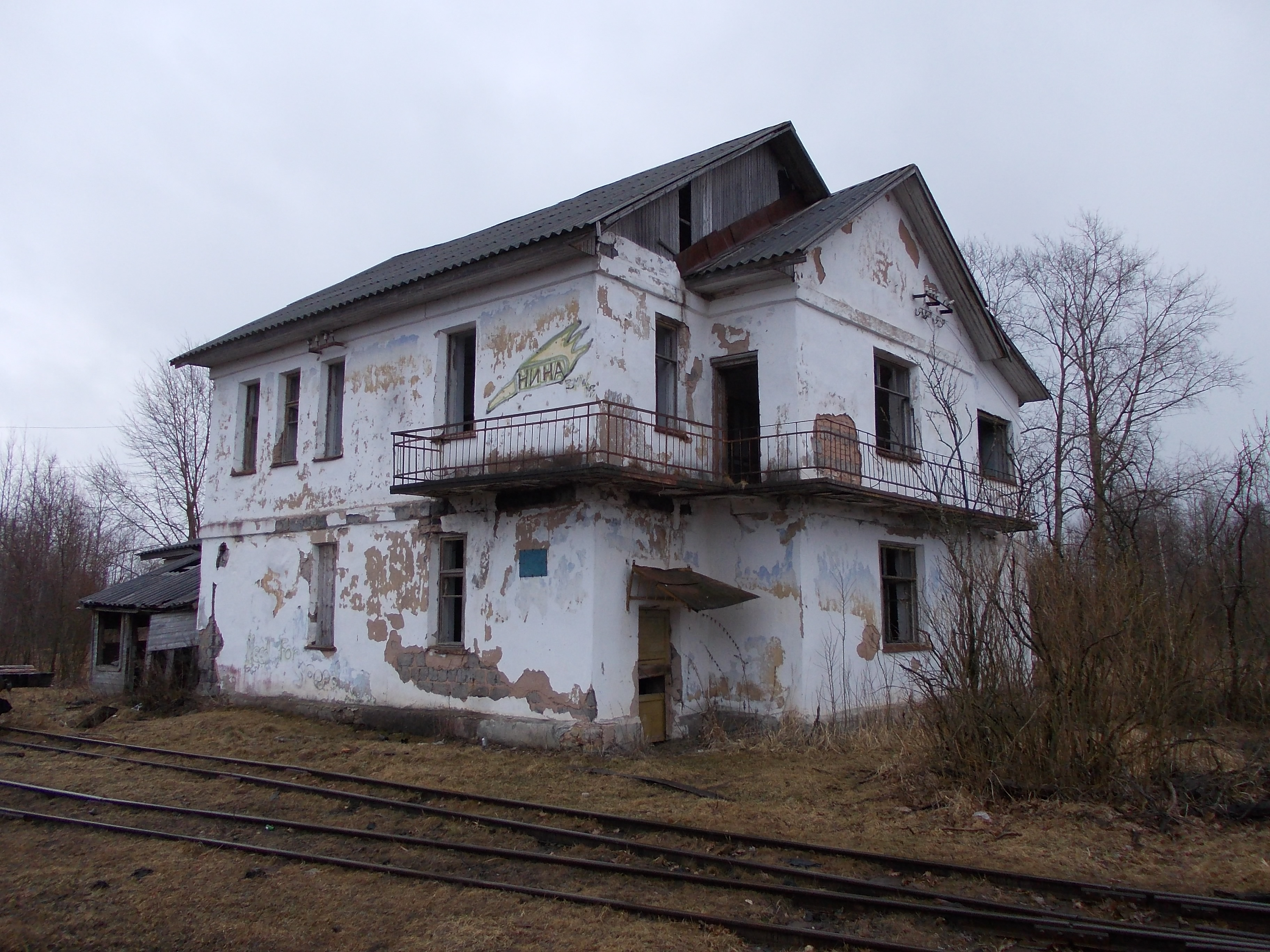
Здание диспетчерской УЖД в апреле 2015 года.

После Перестройки Тёсовское ТУ, как и многие предприятия в стране, было ликвидировано, а всё имущество передано нескольким новым торфопредприятиям. Переломным для жизни узкоколейки стал 1994 год — главные потребители отказались от торфа, его добыча упала практически до нуля, его вывозили лишь для нужд поселковых котельных. Подвижной состав начали продавать или резать на металлолом, почти 200-километровую узкоколейную систему тоже сдали в металлолом. Был разобран путь на Тёсово-4, а в 1995 году прекратилось движение на Тёсово-2. В 2002 году и сам путь туда разобрали. Спустя несколько лет обособленной работы, торфопредприятия Тёсово-2 и Тёсово-4 были ликвидированы.

Схема действующей линии Тёсовской УЖД (2022)

Ныне действует только торфопредприятие Тёсово-1. В наше время снова стал возникать интерес к торфу как в качестве топлива, так и для сельского хозяйства — и это шанс на сохранение и развитие Тёсовской узкоколейки.
На июль 2017 год протяжённость магистрального хода узкоколейной дороги составляет около 16 км, при этом около 3-х км в районе торфяных полей заброшено и проходимо только на «пионерках», подъездных, станционных путей и тупиков — около 9 км. Вывозка торфа производится регулярно, в отопительный сезон. Из сохранившейся техники: два ТУ6А (один находится на длительном ремонте), ТУ6П, две самоходные электростанции ЭСУ2А, в том числе одна переделанная в щеточный путеочиститель, путеукладочный поезд (эксплуатируются только первый и последний вагоны, остальные отставлены и находятся на территории станции). В декабре 2020 года был полностью разобран не действующий с 2013 года путь на третью котельную посёлка Тёсово-Нетыльский.

## Подвижной состав

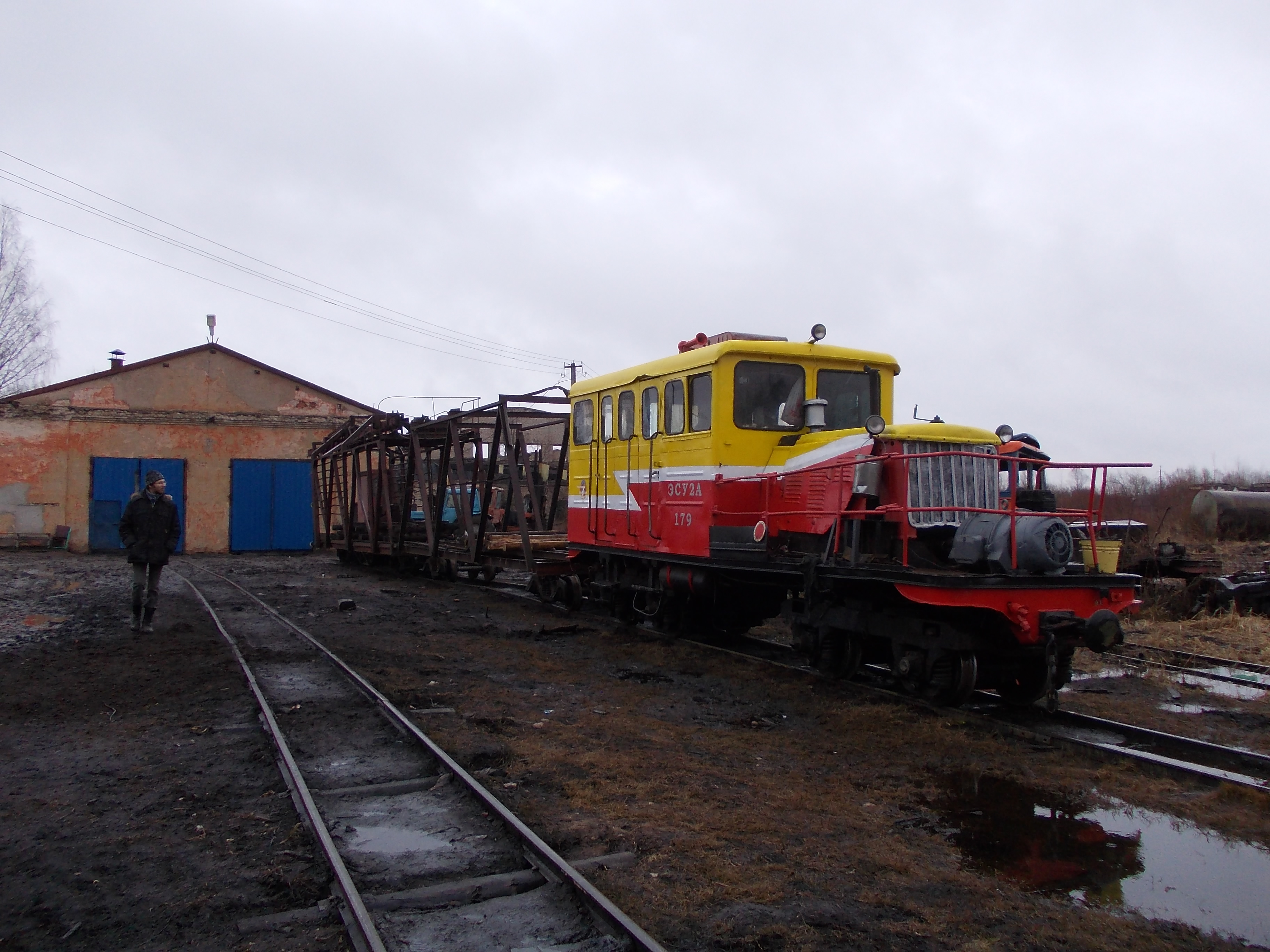
ЭСУ2А-179 с путеукладчиком в депо.

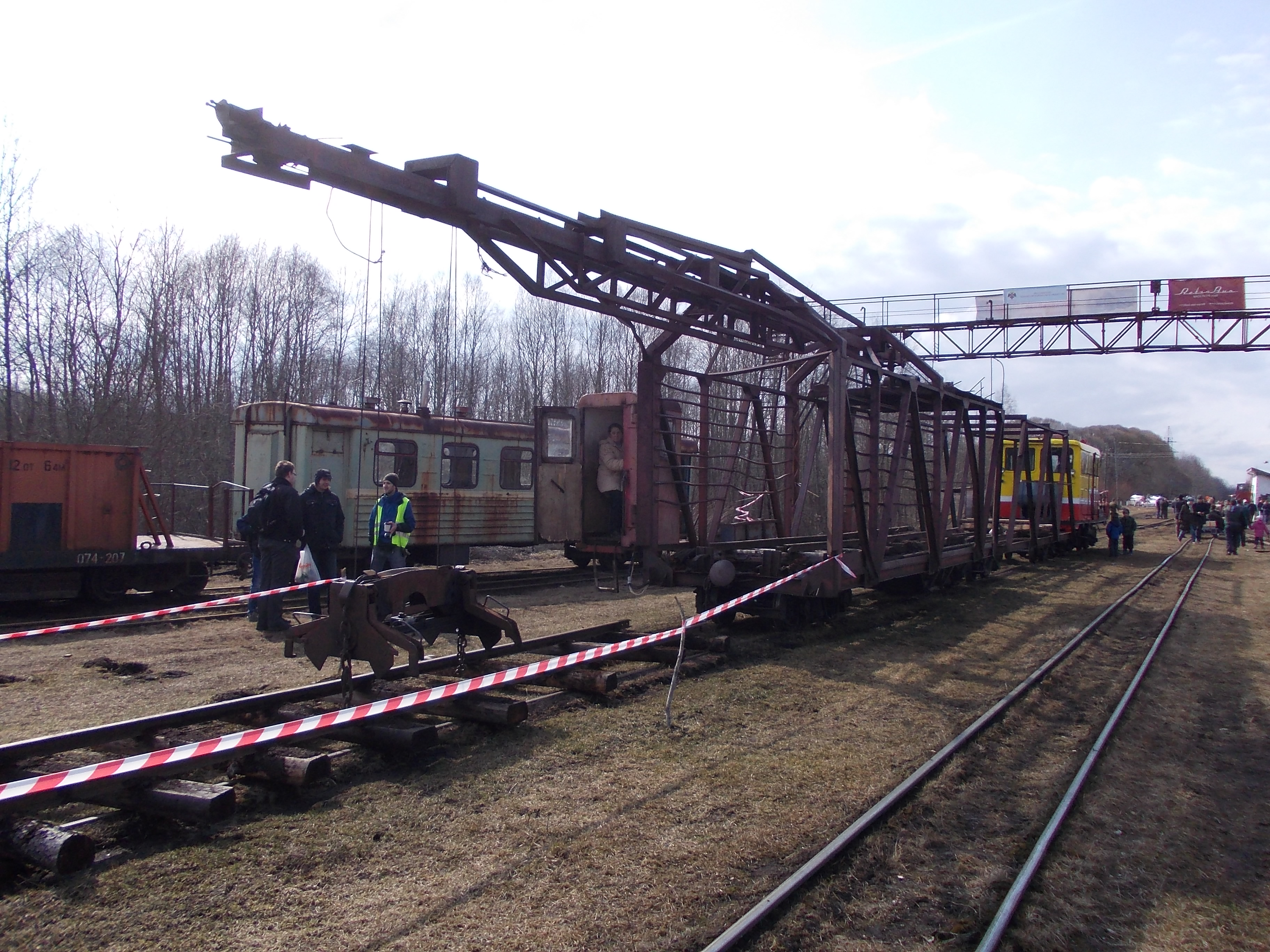
Демонстрационная работа путеукладчика ППР2МА.

### Локомотивы
- ТУ6П — № 0050
- ТУ6А — № 3723, находится на длительном ремонте
- Тепловоз ТУ6А-2446 — отремонтирован силами Музея, привезён с Ершовского торфопредприятия, ранее был приписан к депо «Тёсово-2».
- ЭСУ2А — № 179, 709 (оборудована снегоочистительным валиком).

### Вагоны
- Вагоны-цистерны различных моделей, в том числе четыре рабочих ВЦ-20, две ВЦ-20 без колёсных пар и три ВЦ-10, две из которых находятся в составе пожарного поезда[3].
- Вагоны-платформы
- Полувагоны для торфа составляют основу парка УЖД, насчитывается около 20 вагонов в рабочем состоянии.
- Пассажирские вагоны ПВ40
- Вагон-транспортёр для перевозки крупногабаритной торфодобывающей техники.

### Путевые машины
- Плужный снегоочиститель
- Путеукладчик ППР2МА

## Музей Тёсовской УЖД
20 августа 2014 года группой энтузиастов на базе ТТУ был создан музей Тёсовской УЖД. Главная миссия музея — сохранение памяти об узкоколейных железных дорогах страны, которые были во многом основой для подъёма экономики в советское время. В собственности музейной группы — вновь построенный участок пути длиной около 200 метров.

### Деятельность музея
- Поиск, выкуп и дальнейшее восстановление узкоколейной техники по всей территории РФ.
- Проведение экскурсий с осмотром экспозиции и поездками по УЖД
- С 2013[8] года — проведение на территории УЖД фестиваля военно-исторической реконструкции «Забытый Подвиг — Вторая Ударная армия»[9][10], совмещённый с выставкой узкоколейной техники. Мероприятие проводится при участии военно-исторических клубов со всего СНГ[11][12].

### Коллекция музея

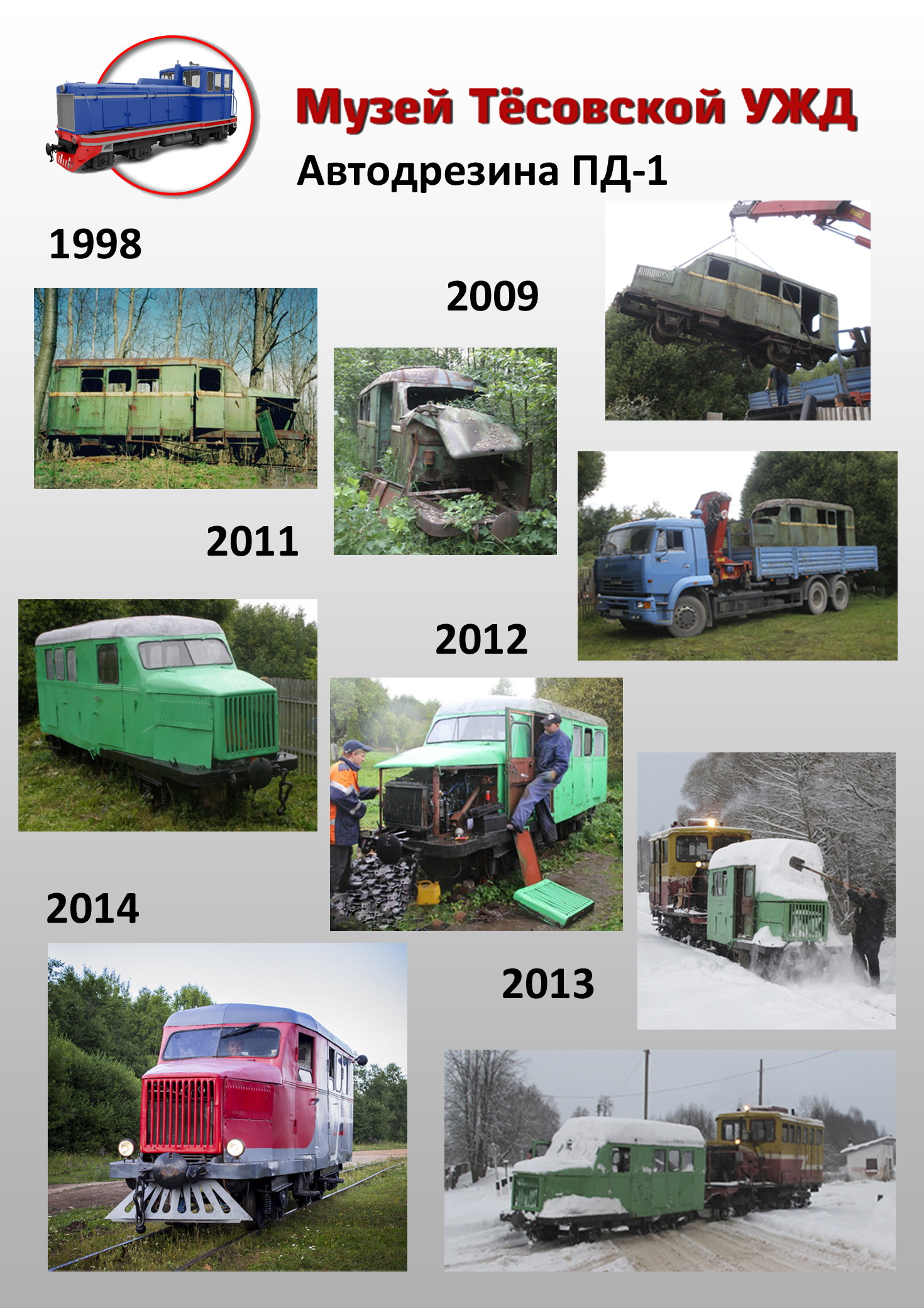
Пассажирская автодрезина ПД-1

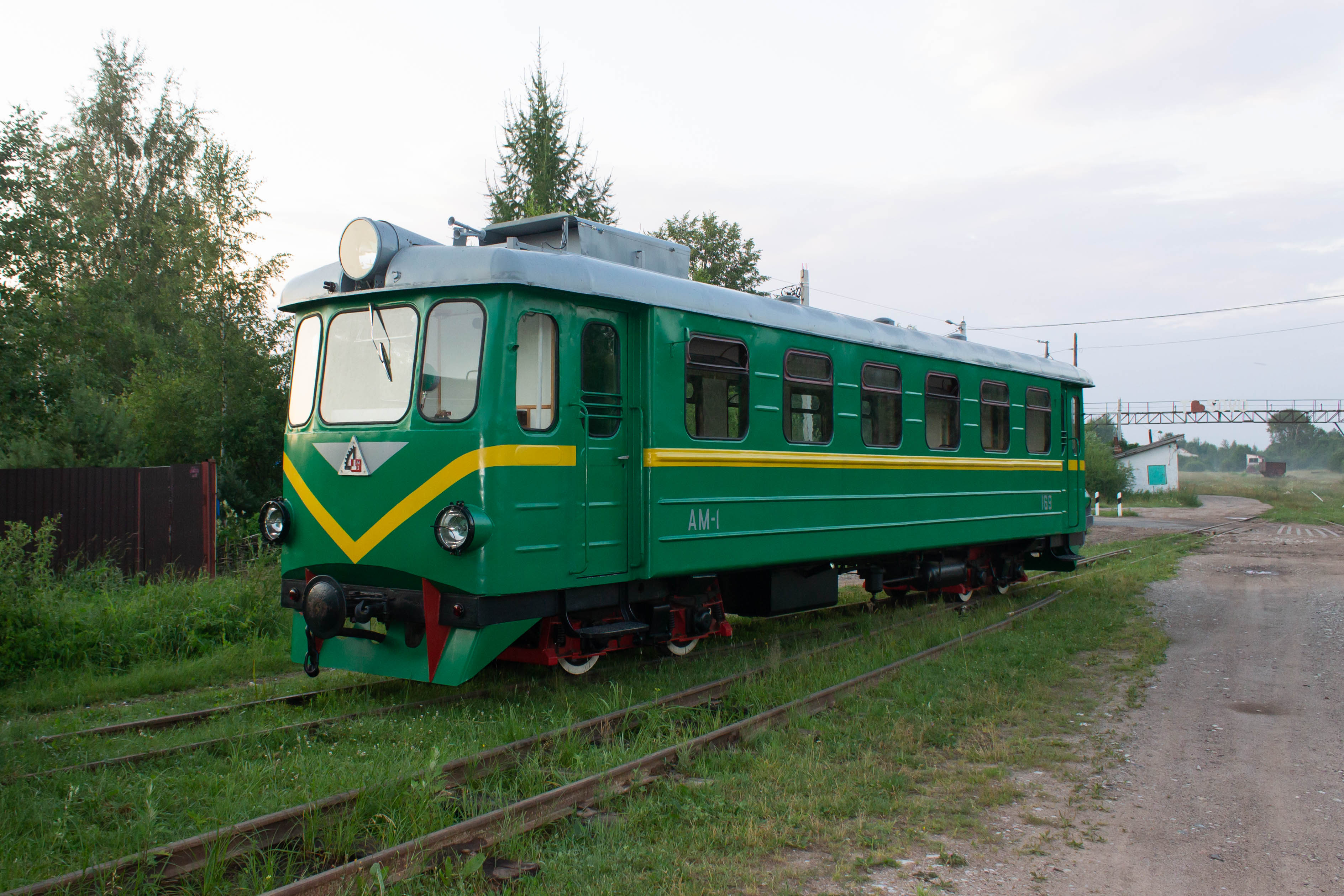
Восстановленная АМ1-169 на путях музея Тёсовской УЖД

#### Локомотивы
- Тепловоз с электрической передачей ТУ2-155 — подарен вице-президентом ОАО «РЖД» Олегом Сергеевичем Валинским. Ранее эксплуатировался на Горьковской ДЖД[13].
- Тепловоз с гидропередачей ТУ4-1030 — требует капитального ремонта[14].
- Тепловоз с гидропередачей ТУ4-2630
- ТУ6Д, выкуплен зимой 2017 в состоянии металлолома, находится в процессе восстановления

#### Дрезины и автомотрисы
- Пассажирская автодрезина ПД1 — доставлена с разобранной УЖД в Реполке, восстановлена из металлолома[15].
- Мотодрезины ТД-5у — 3 моторных, 5 прицепных, из которых одна переоборудована в макет бронедрезины для военно-исторических реконструкций[16].
- Тепловоз-автомотриса ТУ6П, восстановлен из полностью нерабочего состояния, впервые после капитального ремонта был задействован в реконструкции «Забытый подвиг — Вторая Ударная армия».
- Автомотриса АМ1-169 — доставлена в августе 2017 с Аникинской узкоколейной железной дороги. Капитальный ремонт начался в октябре 2019 года после победы на конкурсе Фонда президентских грантов[17]. По состоянию на ноябрь 2020 года ведётся монтаж электрической схемы, идёт подготовка к пусконаладочным работам. В феврале 2021 года автомотриса была введена в эксплуатацию. 28 февраля коллектив музея сообщил о завершении восстановительных работ[18].

#### Вагоны
- Пассажирские вагоны ПВ40[19] — 5 единиц, из них 4 вагона подарены музею генеральным директором ОАО «РЖД» О. В. Белозеровым. Вагоны были построены в 1989 году на Демиховском машиностроительном заводе и поставлены на детскую железную дорогу в Ростове-на Дону. Там до 2014 года эксплуатировались в составе фирменного поезда «Атаман Платов». Переданы в музей 17 мая 2018 года[20].
- Хоппер-дозатор модели 42-074.
- Вагон-столовая ВС1-1756 на базе ПВ40[21].
- Вагон-ледник.
- Крытый вагон
- Вагоны-цистерны ВЦ-20 (восстановлен и покрашен в оригинальный цвет) и самоделка на базе платформы Усть-Катавского завода 1940 г.в.
- Грузопассажирский вагон завода VEB Waggonbau Ammendorf[22].
- Пассажирские вагоны завода Гёрлиц, вывезены из леса в «сарайном» состоянии, ожидают реставрации.

#### Специальный подвижной состав
- Несамоходная крановая установка ЛТ-110 № 012 — выкуплена на УЖД Нюбского леспромхоза в феврале 2018.
- Путеукладчик ППР2МА